# Vitrivka, Krînîcikî
Vitrivka (în ucraineană Вітрівка) este un sat în comuna Preobrajenka din raionul Krînîcikî, regiunea Dnipropetrovsk, Ucraina.

## Demografie
Componența lingvistică a localității Vitrivka
     Ucraineană (96,83%)
     Rusă (1,58%)
     Alte limbi (1,58%)
Conform recensământului din 2001, majoritatea populației localității Vitrivka era vorbitoare de ucraineană (96,83%), existând în minoritate și vorbitori de rusă (1,58%).